# Diario de Arousa
Diario de Arousa es un diario español que se publica en Villagarcía de Arosa (Provincia de Pontevedra) editado por el grupo Editorial La Capital que también edita en la actualidad, entre otros, los diarios El Ideal Gallego, DxT Campeón, Diario de Bergantiños o Diario de Ferrol.
Es un periódico de carácter eminentemente local, centrado en la ría de Arosa, la comarca de O Salnés y la comarca de O Barbanza.